# Didier Digard
Didier Digard (Gisors, Francia, 12 de julio de 1986) es un exfutbolista y entrenador francés que se desempeñaba como centrocampista. Actualmente dirige al Le Havre de la Ligue 1.

## Carrera como jugador

### Le Havre
Comenzó su carrera deportiva en el Le Havre donde estuvo durante 8 años.Debutó el 29 de octubre de 2004 en un partido contra Dijon y en que su equipo se impuso por 1-0.Esa misma temporada jugó 15 partidos, sin embargo no se estrenaría como goleador hasta la siguiente temporada, curiosamente ante el mismo equipo contra el que debutó. En total jugó más de 70 partidos con el club francés.

### París Saint-Germain
En junio de 2007, fue transferido al Paris Saint-Germain por €2,5 millones.Hizo su debut en un empate contra el Sochaux el 4 de agosto de 2007.Sin embargo, las lesiones y la falta de oportunidades en el primer equipo plagaron su estadía en el club.Digard expresó su frustración por el retraso en su fichaje por el Middlesbrough y culpó a la "incompetencia" de la directiva parisina por el retraso, lo que le valió una suspensión del PSG.

### Middlesbrough
El 4 de julio de 2008 firmó con el Middlesbrough que le pagó al PSG €5 millones. Al final de la temporada, el club descendió al Championship después de once años consecutivos en la Premier League.En la siguiente temporada, encontró limitadas sus oportunidades para jugar en el primer equipo, debido al cambio de alineación realizado por Gordon Strachan.Cuando Digard dejó el club cedido, había disputado tan solo nueve partidos con el equipo.

### Niza
El 8 de enero de 2010, fue cedido al OGC Niza hasta el final de la temporada.Rápidamente, se convirtió en un jugador habitual del primer equipo, jugando como mediocampista. Sin embargo, sufrió una lesión en el muslo que lo mantuvo fuera de acción durante el resto de la temporada 2009-10.A pesar de esto, disputó trece encuentros y marcó un gol en todas las competiciones.
En agosto de 2010, volvió ser cedido al club francés para el resto de la temporada 2010-11.Después de haber aparecido regularmente durante toda la campaña, se llegó a un acuerdo para que Digard completase su transferencia permanente en julio de 2011 por una tarifa no revelada con un contrato de tres años.El 27 de mayo de 2015 se anunció su salida del club después que su contrato no fuese renovado.

### Real Betis y Osasuna
El 8 de julio de 2015, se confirmó su transferencia al Real Betis donde firmó un contrato por tres temporadas.Sin embargo, al final de la temporada 2015-16, solo apareció en ocho partidos para el club durante la temporada, con solamente dos titularidades.
El 31 de agosto de 2016, fue cedido al Osasuna por una temporada.No obstante, en octubre del mismo año, se rompió el ligamento cruzado de su rodilla y se perdió lo que restaba de la temporada.Un año después, el 31 de agosto de 2017, Digard rescindió su contrato con el Betis quien le agradeció sus servicios al club.

### Lorca FC
En enero de 2018, fichó por el Lorca FC hasta el final de la temporada.Hizo el 11 de febrero de 2018 como titular en una derrota por 3-0 ante el Reus.Sin embargo, siguió plagado de lesiones durante los dos meses siguientes y recién en el mes de mayo regresó al primer equipo, entrando como suplente en la victoria por 2-1 ante el Numancia. Al final de la temporada, el club lo dejó en libertad tras ser sancionado por no cumplir con los requisitos económicos.

## Carrera como entrenador
Tras su retirada del fútbol profesional, Digard regresó al OGC Niza, donde fue nombrado asistente técnico del equipo sub-17.Desde junio de 2021 hasta noviembre de 2022, estuvo a cargo de la reserva del club hasta que se convirtió en asistente de Lucien Favre en el primer equipo.
El 9 de enero de 2023, fue nombrado entrenador interino del OGC Niza hasta el final de la temporada.Como no tenía el Certificado de Entrenador de Fútbol Profesional (BEPF), el club debió pagar una multa de 25.000 euros por cada partido que dirigiese.El 30 de junio de 2023 fue sustituido por Francesco Farioli y fue designado a cargo del centro de entrenamiento del equipo francés.
En julio de 2024, asumió el cargo de técnico del Le Havre y firmó un contrato por dos años. En su primera temporada a cargo, logró salvar al club del descenso en la última jornada tras vencer al Estrasburgo por 3-2.

## Clubes y estadísticas

### Como jugador
| Club                | País       | Año       | Partidos | Goles |
| ------------------- | ---------- | --------- | -------- | ----- |
| Le Havre AC         | Francia    | 2003-2007 | 72       | 3     |
| Paris Saint-Germain | Francia    | 2007-2008 | 16       | 0     |
| Middlesbrough       | Inglaterra | 2008-2010 | 32       | 0     |
| OGC Niza            | Francia    | 2010-2015 | 145      | 4     |
| Real Betis          | España     | 2015-2017 | 8        | 0     |
| Osasuna (cedido)    | España     | 2016-2017 | 3        | 0     |
| Lorca               | España     | 2018      | 6        | 0     |
| Total               | Total      | Total     | 294      | 7     |

### Como entrenador
| Equipo              | Div.                | Temporada           | Liga  | Liga | Liga | Liga | Liga |       | Copa | Copa | Copa | Copa  |   | Internacional | Internacional | Internacional | Internacional | Internacional |   | Otros | Otros | Otros | Otros |    | Totales     | Totales | Totales | Totales | Totales | Totales | Totales | Totales |
| Equipo              | Div.                | Temporada           | Part. | G    | E    | P    | Pos. | Part. | G    | E    | P    | Part. | G | E             | P             | Pos.          | Part.         | G             | E | P     | Part. | G     | E     | P  | Rendimiento | GF      | GC      | Dif.    |         |         |         |         |
| ------------------- | ------------------- | ------------------- | ----- | ---- | ---- | ---- | ---- | ----- | ---- | ---- | ---- | ----- | - | ------------- | ------------- | ------------- | ------------- | ------------- | - | ----- | ----- | ----- | ----- | -- | ----------- | ------- | ------- | ------- | ------- | ------- | ------- | ------- |
| OGC Niza Francia    | 1.ª                 | 2022-23             | 21    | 10   | 7    | 4    | 9.º  | -     | -    | -    | -    | 4     | 2 | 1             | 1             | 1/4           | -             | -             | - | -     | 25    | 12    | 8     | 5  | 58.67%      | 39      | 23      | +16     |         |         |         |         |
| OGC Niza Francia    | Total               | Total               | 21    | 10   | 7    | 4    | -    | -     | -    | -    | -    | 4     | 2 | 1             | 1             | -             | -             | -             | - | -     | 25    | 12    | 8     | 5  | 58.67%      | 39      | 23      | +16     |         |         |         |         |
| Le Havre Francia    | 1.ª                 | 2024-25             | 34    | 10   | 4    | 20   | 15.º | 1     | 0    | 0    | 1    | -     | - | -             | -             | -             | -             | -             | - | -     | 35    | 10    | 4     | 21 | 32.38%      | 40      | 72      | -32     |         |         |         |         |
| Le Havre Francia    | 1.ª                 | 2025-26             | 1     | 0    | 0    | 1    | -    | 0     | 0    | 0    | 0    | -     | - | -             | -             | -             | -             | -             | - | -     | 1     | 0     | 0     | 1  | 0%          | 1       | 3       | -2      |         |         |         |         |
| Le Havre Francia    | Total               | Total               | 35    | 10   | 4    | 21   | -    | 1     | 0    | 0    | 1    | -     | - | -             | -             | -             | -             | -             | - | -     | 36    | 10    | 4     | 22 | 31.48%      | 41      | 75      | -34     |         |         |         |         |
| Total en su carrera | Total en su carrera | Total en su carrera | 56    | 20   | 11   | 25   | -    | 1     | 0    | 0    | 1    | 4     | 2 | 1             | 1             | -             | -             | -             | - | -     | 61    | 22    | 12    | 27 | 42.63%      | 80      | 98      | -18     |         |         |         |         |
| 1. 2.               |                     |                     |       |      |      |      |      |       |      |      |      |       |   |               |               |               |               |               |   |       |       |       |       |    |             |         |         |         |         |         |         |         |

#### Resumen por competiciones
| Competición                        | Partidos | Ganados | Empatados | Perdidos | %      |
| ---------------------------------- | -------- | ------- | --------- | -------- | ------ |
| Ligue 1                            | 56       | 20      | 11        | 25       | 42.26% |
| Copa de Francia                    | 1        | 0       | 0         | 1        | 0%     |
| Liga Europa Conferencia de la UEFA | 4        | 2       | 1         | 1        | 58.33% |
| Total                              | 61       | 22      | 12        | 27       | 42.63% |